# Temporada da AFL de 1969

A Temporada de 1969 da AFL foi a décima temporada regular da American Football League, e a última antes da fusão AFL-NFL. Para honrar o aniversário de 10 anos da AFL, um logotipo especial foi feito e os jogadores do Kansas City Chiefs usaram esse logotipo no Super Bowl IV, a grande final, o AFL-NFL World Championship Game (Super Bowl).
A temporada terminou quando os Chiefs derrotaram o Oakland Raiders na AFL Championship Game, e depois derrotaram o representante da National Football League, o Minnesota Vikings, no Super Bowl IV.

## Corrida pela divisão
Em seu último ano de existência, a AFL tinha dez times, agrupados em duas divisões. Cada time jogaria um jogo dentro e fora de casa contra os quatro times da mesma divisão, um contra cada time da outra divisão e um segundo contra outro de uma divisão. Com este formato, o Campeão New York Jets venceu todos os 10 jogos contra contra os cinco times que eles jogaram duas vezes mas perderam outras quatro partidas contra dimes da divisão West.
Para a temporada de 1969, uma profisão foi feita para os quatro times dos playoffs para determinar o representante da AFL no Super Bowl, com o 1º time na divisão enfrentando o 2º time na divisão oposta. A NFL também teria um playoff de quatro times, com os campeões das divisões Capitol, Century, Coastal e Central.
A fusão de 1970 colocaria os dez times da AFL (junto com outros três times da NFL) na nova conferência da liga, a AFC (os outros times da NFL formariam a conferencia NFC).
| Semana | EASTERN #1       |        | Western #2  |        | WESTERN #1        |        | Eastern #2       |       |
| ------ | ---------------- | ------ | ----------- | ------ | ----------------- | ------ | ---------------- | ----- |
| 1      | N.Y. JETS        | 1-0-0  | San Diego   | 0-1-0  | 4 times           | 1-0-0  | 4 times          | 0-1-0 |
| 2      | Empate (Hou, NY) | 1-1-0  | San Diego   | 0-2-0  | 4 times           | 2-0-0  | 3 times          | 0-2-0 |
| 3      | HOUSTON          | 2-1-0  | Empate      | 3-0-0  | Empate (Oak, Cin) | 3-0-0  | Empate (Buf, NY) | 1-2-0 |
| 4      | HOUSTON          | 3-1-0  | Kansas City | 3-1-0  | OAKLAND           | 3-0-1  | N.Y. Jets        | 2-2-0 |
| 5      | Empate (Hou, NY) | 3-2-0  | Kansas City | 4-1-0  | OAKLAND           | 4-0-1  | Empate           | 3-2-0 |
| 6      | N.Y. JETS        | 4-2-0  | Kansas City | 5-1-0  | OAKLAND           | 5-0-1  | Houston          | 3-3-0 |
| 7      | N.Y. JETS        | 5-2-0  | Kansas City | 6-1-0  | OAKLAND           | 6-0-1  | Houston          | 4-3-0 |
| 8      | N.Y. JETS        | 6-2-0  | Oakland     | 6-1-1  | KANSAS CITY       | 7-1-0  | Houston          | 4-4-0 |
| 9      | N.Y. JETS        | 7-2-0  | Oakland     | 7-1-1  | KANSAS CITY       | 8-1-0  | Houston          | 4-4-1 |
| 10     | N.Y. JETS        | 7-3-0  | Oakland     | 8-1-1  | KANSAS CITY       | 9-1-0  | Houston          | 4-4-2 |
| 11     | N.Y. JETS        | 8-3-0  | Kansas City | 9-2-0  | OAKLAND           | 9-1-1  | Houston          | 5-4-2 |
| 12     | N.Y. JETS        | 8-4-0  | Kansas City | 10-2-0 | OAKLAND           | 10-1-1 | Houston          | 5-5-2 |
| 13     | N.Y. JETS        | 9-4-0  | Kansas City | 11-2-0 | OAKLAND           | 11-1-1 | Houston          | 5-6-2 |
| 14     | N.Y. JETS        | 10-4-0 | Kansas City | 11-3-0 | OAKLAND           | 12-1-1 | Houston          | 6-6-2 |

## Classificação
Para a décima e última temporada antes de se fundir com a NFL, a AFL instituiu um playoff de quatro times.
| Eastern Division |    |    |   |      |     |     |
| Time             | V  | D  | E | PCT  | PF  | PS  |
| *New York Jets   | 10 | 4  | 0 | .714 | 353 | 269 |
| Houston Oilers   | 6  | 6  | 2 | .500 | 278 | 279 |
| Boston Patriots  | 4  | 10 | 0 | .286 | 266 | 316 |
| Buffalo Bills    | 4  | 10 | 0 | .286 | 230 | 359 |
| Miami Dolphins   | 3  | 10 | 1 | .231 | 233 | 332 |

| Western Division   |    |   |   |      |     |     |
| Time               | V  | D | E | PCT  | PF  | PS  |
| *Oakland Raiders   | 12 | 1 | 1 | .923 | 377 | 242 |
| Kansas City Chiefs | 11 | 3 | 0 | .786 | 359 | 177 |
| San Diego Chargers | 8  | 6 | 0 | .571 | 288 | 276 |
| Denver Broncos     | 5  | 8 | 1 | .385 | 297 | 344 |
| Cincinnati Bengals | 4  | 9 | 1 | .308 | 280 | 367 |

* — Qualificado para o Championship Game.

Italico significa time classificado para os playoffs.

## Playoffs
|  | Divisional Playoffs                                      | Divisional Playoffs |   |  | AFL Championship Game                                  | AFL Championship Game |  |
|  |                                                          |                     |   |  |                                                        |                       |  |
|  | 20 de dezembro de 1969 - Shea Stadium                    |                     |   |  |                                                        |                       |  |
|  | Kansas City Chiefs                                       | 13                  |   |  |                                                        |                       |  |
|  | New York Jets                                            | 6                   |   |  |                                                        |                       |  |
|  |                                                          |                     |   |  |                                                        |                       |  |
|  |                                                          |                     |   |  | 4 de janeiro de 1970 - Oakland-Alameda County Coliseum |                       |  |
|  |                                                          |                     |   |  | Kansas City Chiefs                                     | 17                    |  |
|  |                                                          | Oakland Raiders     | 7 |  |                                                        |                       |  |
|  |                                                          |                     |   |  |                                                        |                       |  |
|  |                                                          |                     |   |  |                                                        |                       |  |
|  |                                                          |                     |   |  |                                                        |                       |  |
|  | 21 de dezembro de 1969 - Oakland-Alameda County Coliseum |                     |   |  |                                                        |                       |  |
|  | Houston Oilers                                           | 7                   |   |  |                                                        |                       |  |
|  | Oakland Raiders                                          | 56                  |   |  |                                                        |                       |  |

### Final de 1969
|         | 1 | 2 | 3 | 4 | Total |
| ------- | - | - | - | - | ----- |
| Chiefs  | 0 | 7 | 7 | 3 | 17    |
| Raiders | 7 | 0 | 0 | 0 | 7     |

Kansas City Chiefs 17, Oakland Raiders 7
4 de janeiro de 1970 no Oakland-Alameda County Coliseum, Oakland, Califórnia
Pontuações
- OAK - Smith, TD de 3 jardas (ponto extra: chute de Blanda)
- KC - Hayes, TD de 1 jardas (ponto extra: chute de Stenerud)
- KC - Holmes, TD de 5 jardas (ponto extra: chute de Stenerud)
- KC - Field goal de Stenerud (22 jardas)